# Jean-Antoine Teissier de Marguerittes
Pour les articles homonymes, voir Teissier.
Jean-Antoine Teissier, baron de Marguerittes, né le 30 juillet 1744 à Nîmes et mort exécuté le 20 mai 1794 à Paris, est un écrivain et homme politique français. Il est notamment le premier maire de Nîmes.

## Biographie
Ses opposants municipaux, à l'instar de Jean-Antoine Courbis, son futur successeur, se réunissent au sein du club des amis de la Constitution de Nîmes, considéré comme un véritable contre-pouvoir.
Accusé par le club patriotique de Nîmes d'avoir toléré le port de la cocarde blanche par les gardes nationaux à Nîmes, il est convoqué devant l'Assemblée le 17 mai 1790 afin de s'expliquer. Finalement, sur l'avis d'Alexandre de Lameth, il conserve son siège de député.
En 1793, dénoncé par Jean-Henri Voulland, son ancien collègue député, il est arrêté, le 18 mai 1793 et traduit devant le tribunal révolutionnaire de Paris. Il est condamné et exécuté le primidi 1 prairial de l'an II. Jacques Boyer-Brun, Jacques-Francois Descombiés et lui furent "convaincus, d’être auteurs et complices des conspirations qui ont existé dans le Midi, notamment à Nîmes et Arles, tendant à allumer la guerre civile par les armes du fanatisme, des écrits imprimés contre-révolutionnaires, et toutes autres manœuvres, par suite desquelles des assassins, portant la cocarde blanche et des drapeaux blancs, ont donné la mort à un grand nombre de patriotes".
Après sa mort, le château de Marguerittes est dévasté et pillé par les habitants de la commune. Il passe à la famille de Chanaleilles,.

## Prises de position
Il s'est montré défavorable à la réunion des trois ordres du clergé, de la noblesse et du Tiers état, à l'abolition des privilèges et aux décrets pris par l'Assemblée nationale constituante.

## Famille
La famille Teissieri de Nice, installée en Languedoc, est à l'origine des Teissier de Marguerittes.
Arrière-arrière-petit-fils d'Étienne de Teissier, qui est venu de Nice s'installer dans les Cévennes et qui est la tige des huguenots expatriés en Suisse, Allemagne, Hongrie, Angleterre et Hollande après la révocation de l'édit de Nantes; arrière-petit-fils de Pierre; petit-fils d'Antoine; il est le fils de Jean-Joseph-Marie-Augustin-Christophe Teissier, baron de Marguerittes, seigneur de Roquecourbe, La Garne, Couloures, etc., greffier en chef et secrétaire du roi à Lyon, et de Marie Salles, fille de Jean Salles, seigneur de Salinelles.
Le 20 avril 1768, il épouse Thérèse-Gabrielle d'Amielh. Ils ont quatre filles :
1. Augustine-Gabrielle-Sophie de Teissier ;
2. Marie-Émilie de Teissier ;
3. Angélique-Victoire de Teissier ;
4. Joséphine-Eugénie de Teissier.

James de Teissier, citoyen britannique, et issu de la branche cadette de la famille par Antoine Teissier, puis son fils Louis de Teissier, est créé baron par Louis XVIII le 3 décembre 1819, « en regard de l’amabilité montrée par son père pendant la Révolution française envers les sujets Français, et en souvenir de la loyauté du chef de famille, Jean Antoine de Teissier, 3e baron de Marguerittes, qui fut guillotiné le 20 mai 1794 ». Le titre s'éteignit avec Geoffrey Fitzherbert, 6e baron de Teissier, en 1977 : son fils Geoffrey Dykes renonça à le porter.
Il compte aussi parmi ses parents Guillaume-Ferdinand Teissier, historien, archéologue et préfet de l'Aube, et Jean Teissier de Marguerittes, alias « colonel Lizé », commandant des FFI de la Seine pendant la Libération de Paris.

## Distinctions
Il est membre des académies de Lyon, Montauban et Nîmes.

## Armes
Les armes: d'or, au porc-épic de sable, sur une terrasse de même, au chef de gueules, chargé d'un croissant d'argent, acosté de deux étoiles de même. Supports, deux levrettes au naturel. Cimier, couronne de Marquis.

## Œuvres
- 1775 : La Révolution de Portugal, tragédie, in-8o, Amsterdam.
- 1775 : Discours sur l'avènement du roi Louis XVI à la couronne, prononcé à l'Académie de Nîmes en 1774, in-8o, Amsterdam.
- Instruction sur l'éducation des vers à soie.
- Clémentine ou l'Ascendant de la vertu, drame en cinq actes et en prose.
- Opuscule sur l'amphithéâtre de Nîmes.
- 1790 : Nouvelle adresse de la municipalité de Nismes, présentées à l'Assemblée (avec Jacques Boyer-Brun).
- 1791 : Compte rendu, les XXII et XXIII février [1791], à l'Assemblée nationale.